# ستاد مانويل فيريرا
ستاد مانويل فيريرا هو ملعب لكرة القدم في أسونسيون، باراجواي. إنه مقر نادي أولمبيا، وسمي على اسم رئيس النادي السابق مانويل فيريرا سوسا.
تم افتتاح الاستاد في مايو 1964 بمباراة ودية بين أولمبيا ونادي سانتوس البرازيلي القوي حينها، حيث كان يضم في صفوفه بيليه اللاعب الأفضل في العالم. كانت الإثارة لرؤية بيليه يلعب كبيرة بحيث تم تجاوز سعة الملعب. بسبب ذلك أثناء اللعبة، كسر أحد الأسوار التي دعمت الحشود في المدرجات وأصيب الكثيرون. بمجرد وقوع الحادث، ركض بيليه وقفز فوق السياج لمساعدة المصابين. حدثت إصابات طفيفة فقط واستمرت المباراة، وانتهت بالتعادل 2-2.
على الرغم من أن هذا هو ملعب نادي أولمبيا، فإن ملعب ديفنسوريس دل تشاكو يستخدم في المباريات المهمة مثل المباريات الدولية لكوبا ليبرتادوريس أو الديربيات ضد المنافسين الكلاسيكيين مثل سيرو بورتينيو. وذلك لأن ملعب ديفنسوريس دل تشاكو لديه سعة أكبر (48,000).
يُطلق على الملعب اسم «بوسك دي بارا أونو» نظرًا لما يحيط به من أشجار كبيرة وطويلة، تذكر المنطقة بشكل غامض بغابة (بوسك). تشير «بارا أونو» إلى الموقع الذي كان المحطة الأولى في قطار باراجواي المنقطع الآن.

## روابط خارجية
- استاد مانويل فيريرا معلومات